# Seicho-no-Ie

El mon de Seicho-no-ie

Seichō no Ie (japonès: 生長の家, "Casa del Progrés Infinit" o "Llar del Progrés Infinit") és una religió japonesa sincrètica, monoteista i del Nou Pensament que s'ha estès des del final de la Segona Guerra Mundial. Destaca la gratitud per la natura, la família, els avantpassats i, sobretot, la fe religiosa en un Déu universal. Seichō no Ie és el grup de Nou Pensament més gran del món. A finals de 2010 tenia més d'1,6 milions de seguidors i 442 instal·lacions, la majoria ubicades al Japó.